# Онучи
Ону́чи (портянки, подвёртки) — часть обуви, обвёртка на ногу, замена чулок, под сапоги и лапти, длинная, широкая (около 30 сантиметров) полоса ткани белого, чёрного или коричневого цвета (холщовой, шерстяной) для обмотки ноги[с какой целью?] до колена (при обувании в лапти). Элемент традиционной русской, чувашской и финской одежды. Тёплые, суконные онучи именуются скуты.

## Описание
Такими полосами ткани оборачивали всю ступню и голень. Онучи, если их носили с короткой обувью или вообще без неё, подвязывали к ноге кожаными поворозами или оборами — верёвочными или лыковыми, вязанными или плетёными. Первыми пользовались в будни, вторыми (чаще белого или красного цвета) — по праздникам. Оборы обвязывали вокруг ноги крест-накрест или витками. Обычно летом носили холщовые (льняная или конопляная ткань) онучи, зимой — суконные (шерстяная ткань полотняного плетения) и холщовые вместе.
Обмотки — полосы ткани, наматываемые на ногу от ступни почти до колена, носившиеся вместе с солдатскими ботинками в начале XX века как штатная обувь или замена сапогам во многих армиях мира. Имели ширину 10—12 сантиметров, длину до 2,5 метров. Первыми обмотки приняли на оснащение англичане, подсмотревшие этот элемент обуви у гималайских горцев. Английское название обмоток — англ. puttee, происходит от санскр. patta («лента»). Об использовании в солдатском обмундировании см. статью портянки.

## Галерея

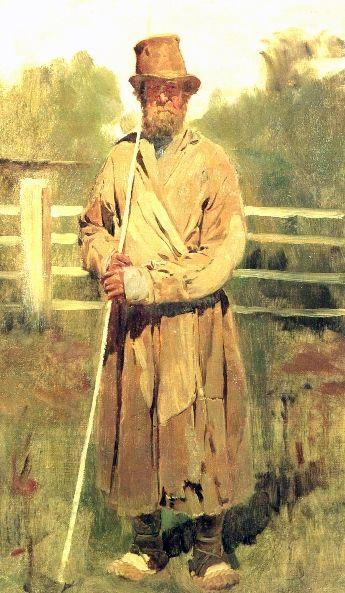
Русский крестьянин в лаптях и онучах
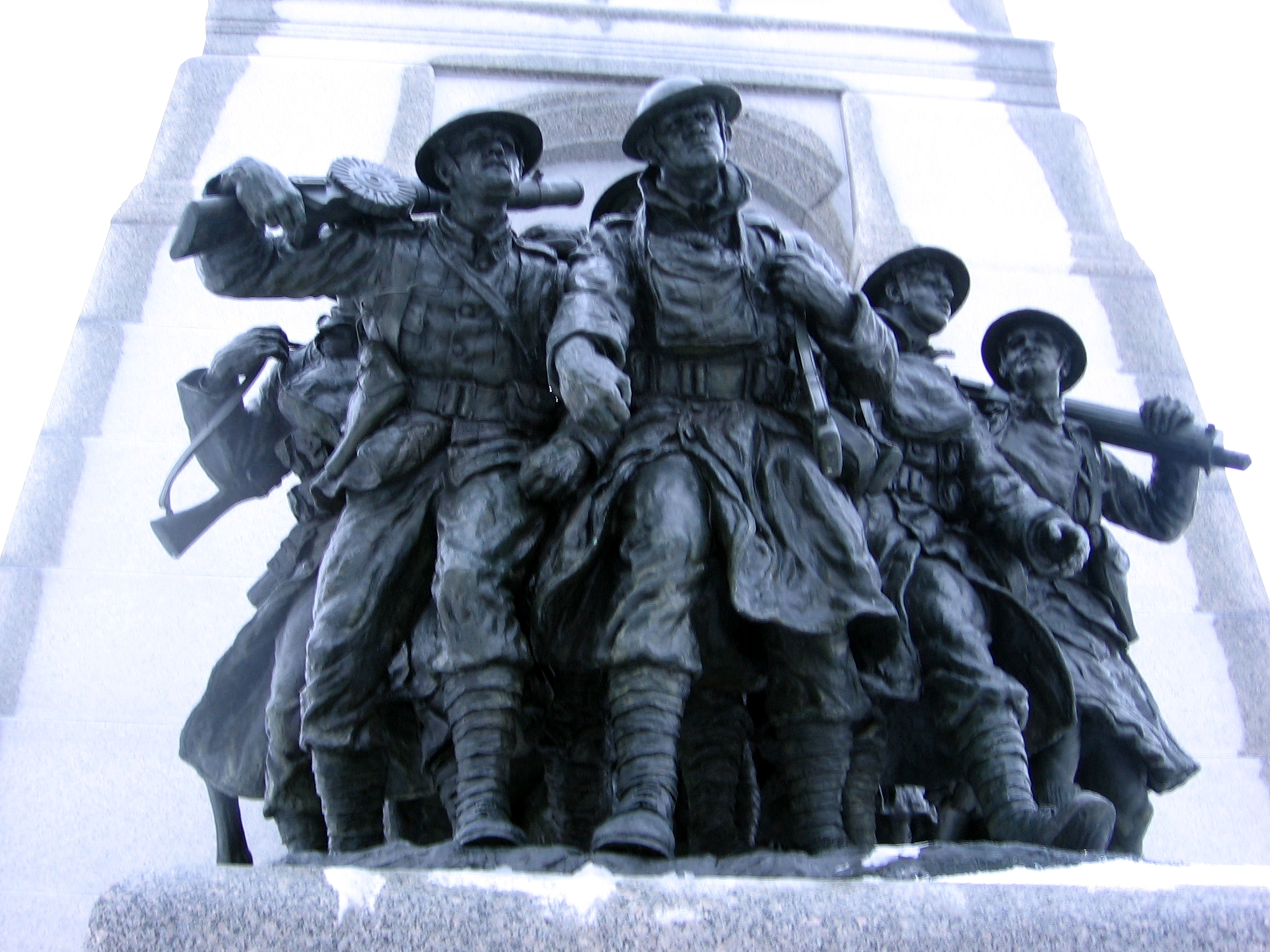
Солдаты в обмотках. Военный мемориал в Оттаве
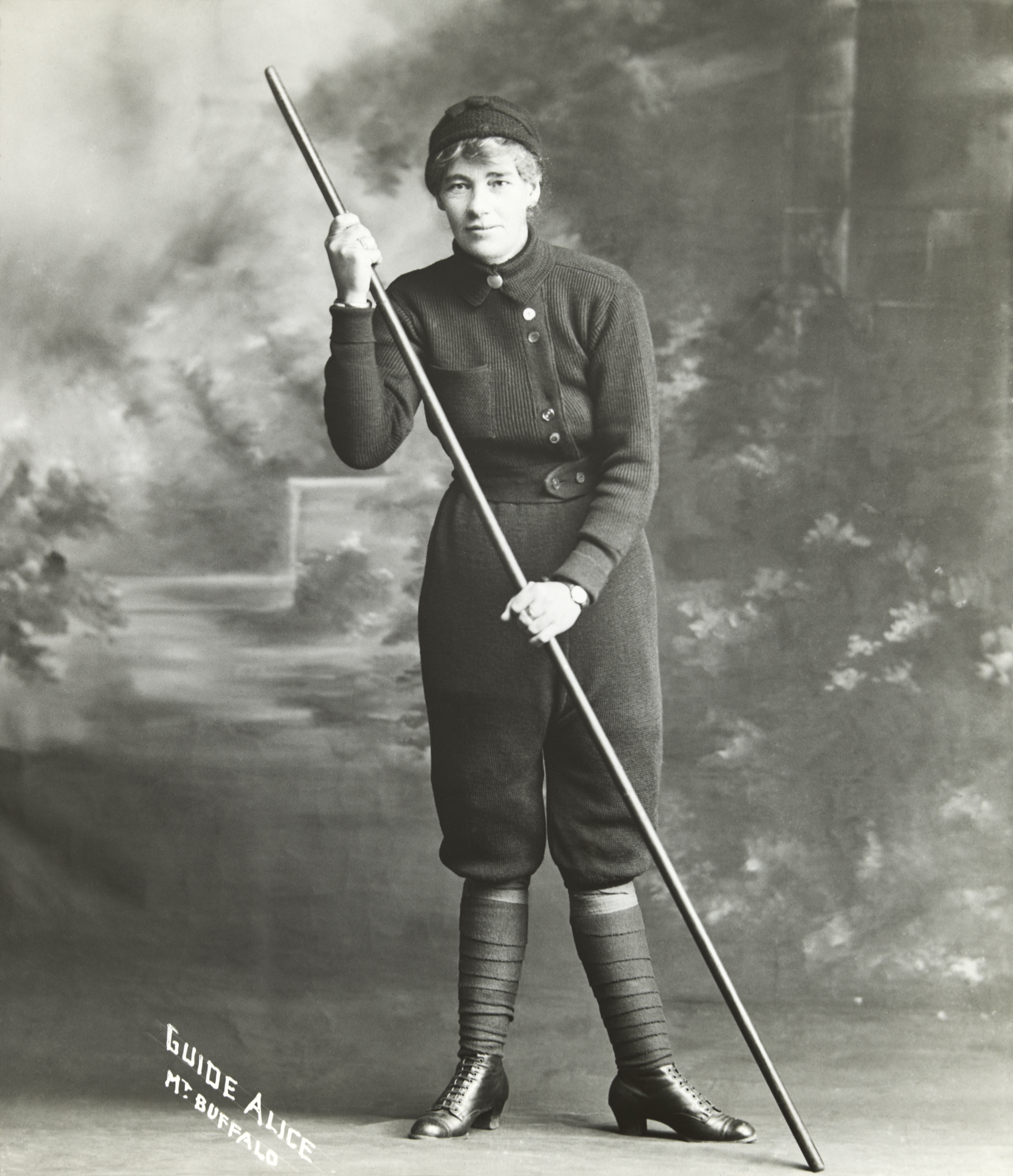
Элис Мэнфилд в обмотках